# Алудел
Алудел је лонац који се користи у алхемији и средњовековној хемији. Појам се односи на низ земљаних цеви, или саксијама без дна, постављних једна преко друге. Алудел је коришћен као кондензатор у процесу сублимације и због тога се користи као симбол стварања. Такође се зове херметичка ваза, филозофово јаје, и ваза филозофије.

## Спољни Линкови
This article incorporates text from a publication now in the public domain: Chambers, Ephraim, ed. (1728). "article name needed". Cyclopædia, or an Universal Dictionary of Arts and Sciences (first ed.). James & John Knapton, et al.     